# Métis-sur-Mer
Métis-sur-Mer è un comune del Canada, situato nella provincia del Québec, nella regione di Bas-Saint-Laurent.